# Edith Baumann
Pour les articles homonymes, voir Baumann.
Edith Baumann (1er août 1909, Berlin - Prenzlauer Berg - 7 avril 1973, Berlin-Est) est une femme politique est-allemande, fonctionnaire de l'organisation de jeunesse FDJ et du principal parti politique SED en RDA. De 1947 à 1953, elle était mariée à Erich Honecker.

## Biographie
Fille d'un maçon et d'une sténographe de formation, elle rejoint la Jeunesse ouvrière socialiste en 1925 et est membre de la direction des Jeunes socialistes et en 1931, elle rejoint le SAPD. Élue au comité exécutif au congrès du parti SAPD en mars 1933, elle est arrêtée à l'automne 1933 et incarcérée jusqu'en 1936.
En septembre 1945, elle devient chef adjoint du Comité central des jeunes pour la zone d'occupation soviétique, dirigé par Erich Honecker, et cofondatrice de l'organisation de jeunesse FDJ en mars 1946. Elle en est d'abord secrétaire générale et plus tard jusqu'en 1949 vice-présidente, toujours en tant qu'adjointe de Honecker. Lorsque le SPD et le KPD fusionnent de force pour former le SED en 1946, elle est membre du SED et depuis lors membre du comité exécutif du parti et du Comité central du SED (ZK) jusqu'à sa mort en 1973. De 1949 à 1953, elle fait partie du secrétariat du Comité central du SED et de 1953 à 1955, elle est secrétaire de la direction du district du SED à Berlin. De 1955 à 1961, elle dirige le groupe de travail et le département Femmes au Comité central et est candidate au Politburo de 1958 à 1963.
Edith Baumann est cofondatrice de la Ligue des femmes en 1947 et membre du comité exécutif national du DFD jusqu'en 1964 et députée de la Chambre du peuple de la RDA de 1949 jusqu'à sa mort.

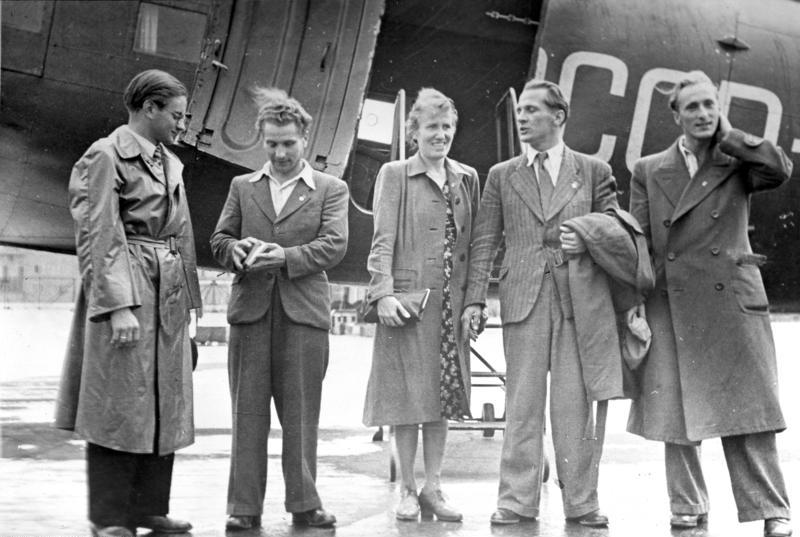
Edith Baumann et Erich Honecker (au centre), le 5 août 1947, de retour d'un déplacement de la délégation de la FDJ à Moscou. À droite, Heinz Keßler, président de la FDJ, futur général et ministre de la Défense.
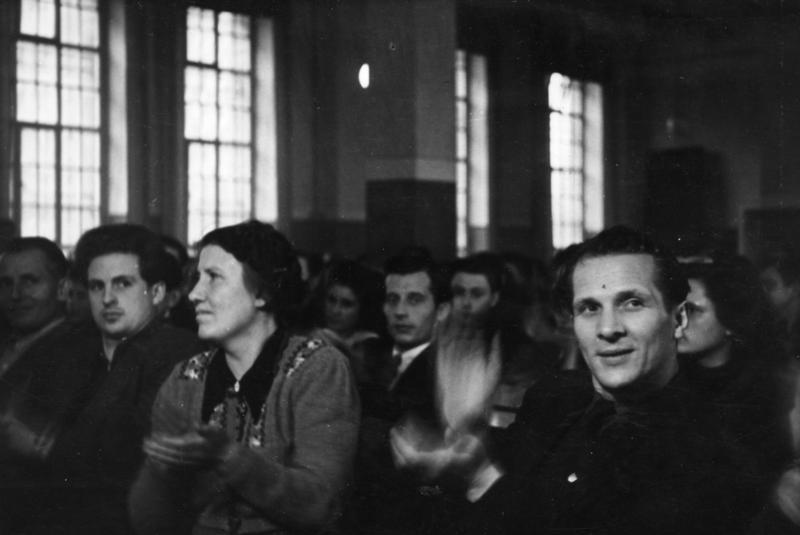
Edith Baumann (centre gauche) et Erich Honecker (à droite), Congrès des Jeunes activistes, 1948.

## Famille
Edith Baumann est mariée depuis 1947 avec Erich Honecker, leur fille Erika est née dans les années 1950. Après que Margot Feist ait eu une fille illégitime de Honecker en 1952, Baumann divorce en 1953.
L'urne d'Edith Baumann est enterrée au Mémorial socialiste au Cimetière central de Berlin-Friedrichsfelde à Berlin-Lichtenberg.
La poste allemande de la RDA a émis un timbre-poste spécial en son honneur en 1989.

## Distinctions
- 1955, 1959 et 1960 : Ordre des bannières du travail
- 1955 : Médaille Clara Zetkin
- 1955 : Ordre patriotique du Mérite en argent
- 1965 : Ordre patriotique du Mérite en or
- 1969 : Médaille d'or de l'ordre patriotique du Mérite